# Spondylochirurgie
Spondylochirurgie je obor medicíny, který se zabývá diagnostikou a léčbou postižení a poranění páteře v celé její délce a anatomických oblastí k páteři přiléhajících. Zahrnuje zejména chirurgickou léčbu různých degenerativních onemocnění, úrazů, deformit, zánětů, nádorových postižení aj.
V České republice existuje od roku 1999 Česká spondylochirurgická společnost, která vznikla sdružením neurochirurgického, ortopedického a traumatologického experního personálu věnujícího se operačnímu léčení úrazů a onemocnění páteře a míchy.